# Gregor Strasbergar
Gregor Strasbergar - Štras, slovenski glasbenik, * 8. oktober 1993.
Gregor je pevec, kitarist in tekstopisec slovenske glasbene skupine Mrfy, ki je nastala leta 2013.

## Glasbena pot
Skupina Mrfy aktivno deluje šele od leta 2017. Decembra 2016 so izdali prvi singl Klic in nato aprila 2017 še Always (Če te najdem). 
Štras pravi, da so njegovi vzorniki Tokac, Žarko Pak, Tomi Meglič, Primož Žižek in drugi.